# Salesforce塔
Salesforce塔（英語：Salesforce Tower），舊稱跨湾塔（Transbay Tower），是一座高1,070英尺（330），有61層的摩天辦公樓，為Salesforce的总部大楼。Salesforce塔位於美國舊金山市場南，緊鄰跨灣轉運中心，是舊金山跨灣再開發計劃的核心。2018年竣工後，Salesforce塔成為舊金山最高的建築，也是加利福尼亞第二高的建築。

## 外部連結
- 官方网站
- Transbay Demolition and Construction Blog（页面存档备份，存于）
- Salesforce Tower construction webcam（页面存档备份，存于）
- Transbay Transit Center proposal from Pelli Clarke Pelli Architects

Template:舊金山景點